# Tętnica krzyżowa pośrodkowa

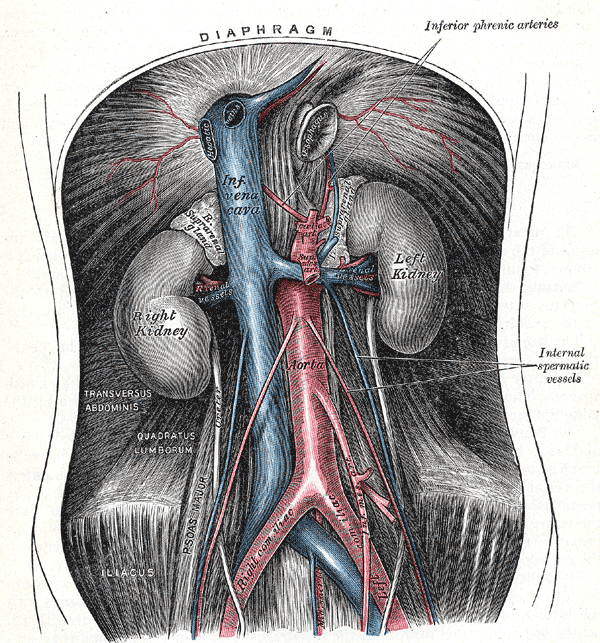
Tętnica krzyżowa pośrodkowa widoczna w dolnej części ilustracji.

Tętnica krzyżowa pośrodkowa (łac. arteria sacralis mediana), tętnica krzyżowa środkowa (łac. arteria sacralis media) – w anatomii człowieka tętnica będąca przedłużeniem aorty, stanowiąc jej uwsteczniony odcinek miedniczny. Pod względem rozwojowym odpowiada tętnicy ogonowej, silnej u kręgowców posiadających ogon.
Tętnica krzyżowa pośrodkowa jest to naczynie nieparzyste, rozpoczynające się na tylnej ścianie aorty, tuż powyżej jej rozdwojenia na tętnice biodrowe wspólne. W okresie zarodkowym rozpoczyna się dokładnie w miejscu odejścia tętnic biodrowych wspólnych, u dorosłego takie odejście stanowi bardzo rzadki wariant. Jej całkowity brak zdarza się rzadko, częściej natomiast występuje tętnica krzyżowa pośrodkowa dodatkowa (łac. arteria sacralis mediana accessoria), która biegnie ku przodowi od żyły biodrowej wspólnej lewej, podczas gdy tętnica krzyżowa pośrodkowa leży ku tyłowi od niej. Tętnica krzyżowa pośrodkowa biegnie nieco wężowato po trzonie piątego kręgu lędźwiowego, następnie po kości krzyżowej i kości guzicznej, na wierzchołku której kończy się.
W swoim przebiegu oddaje następujące gałęzie:
- tętnica lędźwiowa najniższa,
- parzyste gałęzie krzyżowe, zaopatrujące sąsiadujące mięśnie, kości i nerwy,
- gałązki trzewne, zaopatrujące głównie tylną ścianę odbytnicy.

W jej przebiegu towarzyszy jej żyła krzyżowa pośrodkowa, w początkowym odcinku zwykle podwójna, potem łącząca się w jeden pień i uchodząca do lewej żyły biodrowej wspólnej.